# Jacobo Danón
Jacobo Danón (Esmirna, Turquía) fue un futbolista turco naturalizado argentino que se desempeñaba como volante y delantero.

## Biografía
Nació en Esmirna, pero llegó a Buenos Aires cuando era un niño junto a su familia, aunque sus orígenes se remontan a los judíos sefardíes expulsados de España en 1492. Era más bien conocido como Yaco Danón. Hasta el día de hoy, es el único futbolista de la historia nacido en Turquía que jugó en clubes argentinos como profesional.

## Trayectoria
Hizo inferiores en Chacarita Juniors donde debutó en la Primera División de Argentina en la campeonato de 1948 durante la histórica huelga de profesionales. Al año siguiente, no tuvo continuidad y decidió cambiar de club. El 14 de noviembre, ante Huracán, ocupó el puesto de insider izquierdo de su equipo, que perdió 4 a 0. Jugó los cinco encuentros finales del campeonato de 1948. El 8 de diciembre marcó el gol del triunfo ante Rosario Central, el resultado finalizó 2-1. 

### Post huelga de futbolistas
Como la huelga se levantó después de la primera fecha del campeonato de 1949, estuvo en la jornada inaugural de ese año, ante Ferro. Como buen goleador, aunque ese día jugó de insider derecho, anotó el único tanto del Funebrero, que cayó 2-1 en el Estadio Arquitecto Ricardo Etcheverri. Pero como sucedió con la mayoría de los juveniles que actuaron en la huelga de 1948, no hubo lugar para ellos cuando regresaron los profesionales. Entonces, un mes después, mudó sus goles a Floresta. Pasó a All Boys donde se afianzó en el primer equipo y fue un delantero muy importante para el equipo Blanquinegro. Debutó el 4 de junio de 1949, hizo un gol en el 4-2 sobre Los Andes. En ese torneo de la Primera B All Boys finalizó noveno y Yaco anotó 10 goles. Sin embargo, el albo debió jugar la siguiente temporada en Primera C debido a una reestructuración, al crearse una nueva categoría, la división de Aficionados, y reducir el número de equipos en Primera B. El Club Atlético All Boys fue uno de los ocho clubes perjudicados. Sin embargo, tras 27 partidos y con 23 goles de Danón, de los 67 que marcó el equipo, All Boys fue campeón y retornó a Primera B. Siguió jugando en All Boys hasta 1957. 

### Estadísticas
Hizo 125 goles en 237 partidos.

## Clubes

### Estadísticas
| Club                         | Temporada                    | Liga | Liga | Copa | Copa | Internacional | Internacional | Total | Total |
| Club                         | Temporada                    | PJ   | G    | PJ   | G    | PJ            | G             | PJ    | G     |
| ---------------------------- | ---------------------------- | ---- | ---- | ---- | ---- | ------------- | ------------- | ----- | ----- |
| Chacarita Juniors            | Primera División 1948        | 5    | 1    | -    | -    | -             | -             | 5     | 1     |
| Chacarita Juniors            | Primera División 1949        | 1    | 1    | -    | -    | -             | -             | 1     | 1     |
| Totales en Chacarita Juniors | Totales en Chacarita Juniors | 6    | 2    | -    | -    | -             | -             | 6     | 2     |
| All Boys                     | Segunda División 1949        | ?    | 10   | -    | -    | -             | -             | ?     | 10    |
| All Boys                     | Tercera División 1950        | 27   | 23   | -    | -    | -             | -             | 27    | 23    |
| All Boys                     | Segunda División 1951        | ?    | ?    | -    | -    | -             | -             | ?     | ?     |
| All Boys                     | Segunda División 1952        | ?    | ?    | -    | -    | -             | -             | ?     | ?     |
| All Boys                     | Segunda División 1953        | ?    | ?    | -    | -    | -             | -             | ?     | ?     |
| All Boys                     | Segunda División 1954        | ?    | ?    | -    | -    | -             | -             | ?     | ?     |
| All Boys                     | Segunda División 1955        | ?    | ?    | -    | -    | -             | -             | ?     | ?     |
| All Boys                     | Segunda División 1956        | ?    | ?    | -    | -    | -             | -             | ?     | ?     |
| All Boys                     | Segunda División 1957        | ?    | ?    | -    | -    | -             | -             | ?     | ?     |
| Totales en All Boys          | Totales en All Boys          | 237  | 125  | -    | -    | -             | -             | 237   | 125   |
| Chacarita Juniors            | Segunda División 1958        | 10   | 6    | -    | -    | -             | -             | 10    | 6     |
| Totales en Chacarita Juniors | Totales en Chacarita Juniors | 16   | 8    | -    | -    | -             | -             | 16    | 8     |
| Total                        | Total                        | 259  | 135  | -    | -    | -             | -             | 259   | 135   |

## Palmarés
| Título    | Club     | País      | Año  |
| --------- | -------- | --------- | ---- |
| Primera C | All Boys | Argentina | 1950 |